# Silveira
Silveira es una freguesia portuguesa del concelho de Torres Vedras, con 24,76 km² de superficie y 6.496 habitantes (2001). Su densidad de población es de 262,4 hab/km².